# Cuauhtémoc, Córdoba
Cuauhtémoc är en ort i Mexiko.   Den ligger i kommunen Córdoba och delstaten Veracruz, i den sydöstra delen av landet, 240 km öster om huvudstaden Mexico City. Cuauhtémoc ligger 739 meter över havet och antalet invånare är 777.
Terrängen runt Cuauhtémoc är kuperad norrut, men söderut är den platt. Runt Cuauhtémoc är det tätbefolkat, med 570 invånare per kvadratkilometer. Närmaste större samhälle är Córdoba, 3,2 km väster om Cuauhtémoc. Trakten runt Cuauhtémoc består till största delen av jordbruksmark.